# جودي فوكس
جودي فوكس (بالإنجليزية: Judy Fox)‏ هي نحّاتة أمريكية، ولدت في 1957.